# Barnaszárnyú drongó
A barnaszárnyú drongó vagy Gran Comoro-i drongó (Dicrurus fuscipennis) a madarak osztályának verébalakúak rendjébe és a drongófélék családjához tartozó faj.

## Előfordulása
Kizárólag a Comore-szigetek Gran Comoro szigetén honos. A természetes élőhelye trópusi vagy szubtrópusi erdők.

## Megjelenése
Mivel kifejezetten óvatos és rejtett életmódú faj nehéz videóra vagy fényképre venni. Tollazata szürkés szárnyai barnák.

## Természetvédelmi helyzete
Az élőhelye 25%-át mára kivágták, emiatt állománya az 1990-es évektől drasztikusan csökken. 1994-ben az egyedszáma száz alá esett. Azóta  populációja nő, mára elérte az 1000 körüli egyedszámot, de még így is a veszélyeztetett kategóriába sorolják, mert az élőhely irtása miatt bármikor lecsökkenhet az egyedszám.